# Região metropolitana de Salt Lake City
A Região Metropolitana de Salt Lake City é uma região metropolitana dos Estados Unidos da América, localizada no estado de Utah, abragendo a área entre as cidades de Salt Lake City, capital do estado e a cidade de Ogden.
Com 2.262.290 habitantes, é a vigésima quinta maior área metropolitana dos Estados Unidos, com uma grande importância econômica no oeste do país e na Região dos Estados das Montanhas Rochosas.